# Regina Bruder
Regina Bruder (* 1953) ist eine deutsche Mathematikdidaktikerin und Hochschullehrerin i. R. Sie war von 2001 bis 2019 Universitätsprofessorin für Didaktik der Mathematik an der Technischen Universität Darmstadt.

## Leben und Forschung
Bruder studierte von 1971 bis 1975 an der Pädagogischen Hochschule Potsdam Mathematik und Physik mit dem Abschluss Diplomlehrerin. Danach forschte sie an der PH Potsdam zur Methodik des Mathematikunterrichts und promovierte 1979 mit der Dissertation: Untersuchungen zur Effektivierung von Schülertätigkeiten in Aufgabenbearbeitungsprozessen beim Festigen im Mathematikunterricht der Abiturstufe. Dafür erhielt sie den Forschungspreis der PH Potsdam und war bis 1989 dort Wissenschaftliche Assistentin. 1988 habilitierte sie mit der Arbeit: Grundfragen mathematikmethodischer Theoriebildung unter besonderer Berücksichtigung des Arbeitens mit Aufgaben. Von 1989 bis 1991 war sie Hochschuldozentin für Methodik des Mathematikunterrichts an der PH Potsdam. Nach der Entlassung war sie bis 2001 Lehrerin für Mathematik und Physik an der privaten Odenwaldschule in Hessen. Ab 2001 lehrte sie als Professorin für Didaktik der Mathematik an der TU Darmstadt und war seit 2005 Studiendekanin für Lehrerbildung im FB Mathematik. 2007 und 2014 erhielt sie den Best E-Teaching Award, 2011 und 2013 Preise für „gute Lehre“ an der TU Darmstadt. Seit 1995 ist sie Mitherausgeberin der Zeitschrift „mathematik lehren“ im Friedrich Verlag. 2014 bis 2018 war sie Direktorin des Zentrums für Lehrerbildung der TU Darmstadt.

## Veröffentlichungen (Auswahl)
- Hrsg. mit Christina Collet: Problemlösen lernen im Mathematikunterricht, Cornelsen 2011, ISBN 978-3-589-23074-7
- Hrsg. mit Lisa Hefendehl-Hebeker, Barbara Schmidt-Thieme, Hans-Georg Weigand: Handbuch der Mathematikdidaktik, Springer 2015, ISBN 978-3-642-35118-1.
- Hrsg. mit Andreas Büchter, Evelyn Komorek, Timo Leuders: Praxisbuch: Mathematikunterricht entwickeln: Bausteine für kompetenzorientiertes Unterrichten, 2008, ISBN 978-3-589-22569-9.